# Goblin (Tyler, the Creator)
Goblin è il secondo album in studio del rapper Tyler, the Creator, leader degli Odd Future. Il disco è stato pubblicato il 10 maggio 2011 tramite la XL Recordings. La produzione dell'album è stata curata quasi interamente da Tyler stesso, con il contributo di Left Brain, anch'egli membro della Odd Future.

## Descrizione
Goblin contiene dialoghi di Tyler con il suo terapeuta immaginario Dr. TC, già nominato nel precedente mixtape Bastard. La copertina dell'album mostra Buffalo Bill all'età di diciannove anni.
L'album è stato preceduto dai singoli Sandwitches, con Hodgy Beats, Yonkers e She, con Frank Ocean. Il singolo Yonkers, dopo la sua pubblicazione, ha catalizzato le attenzioni del pubblico e dell'industria musicale, aumentando la notorietà del gruppo ancor prima della pubblicazione dell'album.  
Goblin ha ricevuto recensioni generalmente positive da parte dei critici musicali, con il sito Metacritic che ha assegnato all'album un punteggio medio di 72/100.

## Tracce
1. Goblin – 6:48 (Tyler Okonma)
2. Yonkers – 4:09 (Okonma)
3. Radicals – 7:18 (Okonma)
4. She (feat. Frank Ocean) – 4:13 (Okonma, Frank Ocean)
5. Transylvania – 3:12 (Okonma)
6. Nightmare – 5:22 (Okonma)
7. Tron Cat – 4:13 (Okonma)
8. Her – 3:31 (Okonma)
9. Sandwitches (feat. Hodgy Beats) – 4:51 (Okonma, Gerard Long)
10. Fish – 6:19 (Okonma, Ocean)
11. Analog (feat. Hodgy Beats) – 2:54 (Okonma, Long)
12. B.S.D. (feat. Jasper Dolphin e Taco) – 3:36 (Okonma, Davon Wilson, Travis Bennett)
13. Window (feat. Domo Genesis, Frank Ocean, Hodgy Beats e Mike G) – 8:00 (Okonma, Dominique Cole, Ocean, Long, Michael Griffin II)
14. AU79 – 3:40 (Okonma)
15. Golden – 5:43 (Okonma)
16. Burger (feat. Hodgy Beats)
17. Untitled 63
18. Steak Sauce